# Aphodius rigidus
Aphodius rigidus là một loài bọ cánh cứng trong họ Scarabaeidae. Loài này được Balthasar miêu tả khoa học năm 1936.